# Philaenus maghresignus
Philaenus maghresignus is een halfvleugelig insect uit de familie Aphrophoridae. De wetenschappelijke naam van deze soort is voor het eerst geldig gepubliceerd in 2000 door Drosopoulos & Remane.